# Platysoma philippinicola
Platysoma philippinicola är en skalbaggsart som beskrevs av Desbordes 1925. Platysoma philippinicola ingår i släktet Platysoma och familjen stumpbaggar. Inga underarter finns listade.